# 提督の決断II
『提督の決断II』（ていとくのけつだん・ツー）は、1993年に光栄（現・コーエーテクモゲームス）から発売された海戦シミュレーションゲーム。第二次世界大戦を題材にした「WWIIゲームシリーズ」の第3作、『提督の決断シリーズ』の第2作。音楽は吉川洋一郎が担当。

## 概要
プレイヤーは大日本帝国軍令部総長、もしくは、アメリカ合衆国海軍作戦部長となり、隷下の軍勢を率い、大東亜戦争（太平洋戦争）の勝利を目指す（その他、眼前の作戦目標達成を目指すショートシナリオも搭載されている）。1人または2人でプレイする。2人プレイは、1台のパソコンで交互に操作する方法と、RS-232Cケーブルを用いての通信対戦とがある。操作はフルマウスオペレーション。SFC版でも日本軍とアメリカ軍に分れて対戦プレイが可能。
前作と比較すると、陸軍師団の登場、航空機の機種（零戦、烈風など）毎の特徴付け、重巡・軽巡の区分、毎月毎の会議など、より史実に近い形のシミュレートが行われるようになった。攻撃艦隊に出会うと戦闘が始まる。戦闘は、海戦、空戦、陸戦の3種類がある。また、ゲームシステムに関しても、ターン制への移行が行われ碁盤目状の海戦マップとなり、それに従い海戦システムも変更されている。
更に今作では世界地図も拡張され、パナマ運河を越えて、或いは陸上部隊で北米大陸を横断してのワシントン侵攻やアメリカ全土征服も可能となっている。
また、前作では1ターンが4時間、1日6ターンで進行していたが、今作では1日は航海フェイズ、戦闘フェイズの2フェイズで進行することになり、戦闘シーンが（特に基地攻略時）簡略化された事とも相まって、ゲームの展開はかなりスピーディーになった。
『提督の決断III』では、『提督の決断』のように、1日の細分化やボリューム満点の戦闘シーンなどが復活している。
前述の通り、キャンペーンシナリオと一部のショートシナリオには、毎月1日にカードバトル形式の会議がある。
日本でプレイした場合、プレイヤーは軍令部総長となり、総理大臣（東條英機）・陸軍参謀総長（杉山元）・大蔵大臣（賀屋興宣）・外務大臣（東郷茂徳）とのカードバトルによって国政や軍政に関することを決定する。
アメリカの場合は、プレイヤーは海軍作戦部長となり、出席閣僚は大統領（フランクリン・ルーズベルト）・陸軍長官（ヘンリー・スティムソン）・財務長官（ヘンリー・モーゲンソウ）・国務長官（コーデル・ハル）に変わる。
各部署の代表は、自分に都合の良い意見ばかりを出してくるので（例：昭和16年12月にもかかわらず、外務大臣がアメリカと事務レベル会談を行いたがる、陸軍はとにかく徴兵を行って保有師団数を増やそうとする、など）、限られたカードをいかに要所に投入するかが戦局を左右する。基本的に自軍（海軍）が先月の会議で決定した作戦目標を達成すれば配られるカードが増え、達成できないと減ってしまう。
各代表ごとに友好度が設定されているが、両国とも陸海軍の対立は非常に根深く設定されており、海軍側（プレイヤー）の要求に対し、陸軍側は海軍への予算配分や各種提案を次々と拒否するなどの様々な妨害や嫌がらせを行う。特に大日本帝国でプレイした場合、総理大臣東條英機が陸軍出身と言うこともあってか、何かと陸軍の肩ばかりを持つなど、色々な意味で本格的な仕上がりである。
逆にアメリカ側の場合、大統領が海軍次官を勤めた経歴を考慮してか、露骨に海軍贔屓すると言うほどではないにしても日本の総理大臣より遥かに海軍に対して好意的に振る舞うなど、かなり細かい点まで史実が反映されている。
また、隠しパラメータに「不満度」と言うものがあり、相手の提案を拒否したり発言機会を奪うと上昇してこちらの提案や説得（直談判）を拒否する頻度が高くなるが、相手の提案に賛同したり却下されるのを阻止すると低下してこちらの提案や説得に対して好意的に反応するようになるため、あまり重要ではない案件では他の出席者に譲るのも戦略としてはありである。
ただし、会議で大勝利し続けると、国力・戦力があまりに向上しすぎ、ゲームバランスが崩れることもある（開始後数年で日本がアメリカの国力を上回ってしまう、など）。
PC-98ではパワーアップキットが発売されており、導入すると、難易度調節機能の追加、操作性の向上、新シナリオの追加などが行える。
- パワーアップキットの効果の一部

陸軍師団の操作、B-29・富嶽による戦略爆撃も可能。
陸上部隊が敵基地に侵入した際に敵部隊が不在でもすぐに占領できない。
零戦五二型の爆装廃止、銀河・四式重爆 飛龍の雷装可能など。
前述の戦略爆撃は陸上部隊の被害も大きく、戦術爆撃より遙かに効率的だったりする。

## 新兵器
技術力が一定の値に達すると、月末に新兵器が開発される。
ドックのある基地で「兵装改造」を行う必要のある兵器と、開発されると自動的に搭載される兵器に分けられる。
レーダー類は艦の前方から被弾したときに、「艦橋直撃」によって破壊されることがある。
- 対空レーダー　情報50　兵器30　工業50

兵装改造が必要。
艦隊の対空索敵能力が上昇。直奄機の攻撃力が上昇。
- 対水上レーダー　情報60　兵器30　工業50

兵装改造が必要。
索敵成功確率が上昇。毎ターン自動的に砲撃可能範囲を索敵。
- レーダー照準射撃装置　情報65　兵器40　工業50

兵装改造が必要。
砲撃命中率が大幅に上昇。情報技術力も命中率に影響するようになる。
- ECM　情報85　兵器65　工業50

兵装改造が必要。
砲撃戦開始時に敵のレーダー照準射撃装置を無効化する。
- VT信管　情報70　兵器55　工業60

艦の対空攻撃力が大幅に上昇（1.5倍）。
- 暗号解読機　情報60　兵器35　工業30

開発されると自動的に暗号を解読する。解読に成功すると敵作戦目標を確認することができる。
- 酸素魚雷　艦船50　兵器45　工業60

魚雷射程が1マス伸びる。魚雷命中率・攻撃力が上昇。
- 焼夷弾　兵器55　工業60

航空機の爆装による攻撃力が上昇（対地攻撃のみ）。
- 火炎放射器　兵器60　工業60

陸上部隊（歩兵のみ）の攻撃力が上昇。
- ロケット砲　艦船65　航空60　兵器60　工業65

兵装改造が必要。
ロケット砲による艦対地攻撃が可能となる。ただし、装備すると水雷攻撃ができなくなる。
- 誘導弾　情報70　航空65　兵器70　工業65

航空機および艦の攻撃力が上昇。

## シナリオ
キャンペーン
- 開戦前夜（1941.11.26-）
- 米軍の反撃（1942.5.27-）
- 敗北への道（1944.3.31-）

ショート
- ハワイ作戦（1941.12.8-）
- 南方作戦（1941.12.9-）
- ミッドウェー海戦（1942.6.5-）
- 米豪遮断作戦（1942.8.7-）
- あ号作戦（1944.5.3-）
- 捷一号作戦（1944.10.18-）
- 本土防衛作戦（1945.2.19-）

パワーアップキット版追加シナリオ
- もう1つの開戦（1941.1.1-）
- MO作戦（1942.5.7-）
- 米豪遮断作戦II（1942.10.26-）
- ろ号作戦（1943.11.2-）

## 参戦国
プレイヤーが選べるのは日本かアメリカ側だけだが、それ以外にも同盟国・第三国として以下の国がゲームに登場する。

### 主要国
- 大日本帝国

史実的には正しくないが、国家元首はゲームを通して東条英機。初期シナリオの方では戦力も整っており艦船や航空機の性能でも優れているが、支配地域が狭く貧しい土地が大半であるため開戦を先延ばしにする余裕はない。後半のシナリオでは支配地域は広がっているものの国力自体は低下しており、航空機の性能でもアメリカに逆転され、戦力的にも圧倒されるなどと難易度が急上昇する。
- アメリカ合衆国

これも史実的には必ずしも正しくないが、国家元首は全シナリオを通してフランクリン・ルーズベルト。初期シナリオでは戦力が整っていない上に各地に分散しており、航空機の性能も日本軍に劣るなど立ち上がりで苦労するが支配地域は広く、また、資源が豊かな土地を多く保有している。後半のシナリオになればなるほど戦力は充実し、技術力も向上するため後半シナリオの難易度は低めである。日本にない項目としては、会議の徴兵師団数決定時に「欧州派兵」の項目があり、これが欧州におけるドイツ有利、ドイツ不利のイベントに影響を及ぼす。

### 同盟国･第三国
- 大英帝国

国家元首はウィンストン・チャーチル。登場する第三国としてはアメリカ・日本に次ぐ戦力（陸・海・空の全ての点において）を保有しており、最初からアメリカと懇意であるため史実どおりアメリカ側につく事が多い。香港やシンガポール、ニュージーランド、インド、それにカナダなどを領有している。
- オランダ王国

国家元首はウィルヘルミナ。インドネシアなど資源や石油を産出する地方を保有しているが、戦力的にはそう強力ではない。当然外交的には連合国寄りであり、アメリカ側で参戦する事が多い。
- オーストラリア

国家元首はジョン・カーティン。宗主国（イギリス）ほどではないものの同じく連合国寄りであり、大抵はアメリカ側で参戦する。国力はそこそこあるが、戦力的には強力ではない。
- 中華民国

国家元首は蔣介石（このゲームに登場するのは国民党側だけ）。シナリオ1開始の時点ではなぜか日本と開戦状態にはないが、アメリカと開戦した瞬間に宣戦布告してくる事が多い。空軍は弱体で海軍は持たないが、陸軍部隊が多いため敵に回すと面倒な存在。
- ソ連

国家元首はヨシフ・スターリン。初期シナリオではどっちつかずの態度をとっているが、後半シナリオでは連合国寄りになっており、史実どおり宣戦して来る事もある。ただし史実と違いゲーム内の戦力はそう強力ではなく、参戦されてもいきなり窮地に陥るような事はない。
- タイ王国

国家元首はプレーク・ピブーンソンクラーム。初期から日本の友好国であり、途中からは同盟国として日本側に立って参戦する。領土はバンコクだけで、陸上戦力も少なく戦力的にはそうあてにはならない。
- ドイツ

国家元首はアドルフ・ヒトラー。初期から日本の友好国であり、途中からは同盟国として参戦している事になっているが、そもそもアジアに領土がないためその存在感は薄い。ただし、欧州でドイツ軍が優位に立っている場合は（こちらから干渉はできず、メッセージのみ表示される）、日本の状況次第で戦艦「ビスマルク」を含むそこそこ強力な援軍を派遣してくれる可能性がある。逆に欧州でドイツ軍が劣勢の場合（こちらもメッセージのみ）は、ソ連が連合国側で参戦する可能性が高くなる…と言う仕様になっている。一方、アメリカ軍でプレイしている場合には、会議における徴兵師団数決定時に「欧州派兵」の師団数によって影響を与えることが可能になる（派遣数が多ければ、ドイツ軍に不利に働く）。
同盟国の部隊と言うのは非常にありがたい存在だが、いくつか制限が存在する。まず陸上部隊の場合、出身国の基地でしか補充が行えない。例えば、日本軍でプレイしていてタイ軍の歩兵師団がニューギニアなどで損害をこうむった場合、兵員の補充はバンコクに引き上げるまでできない。また、全滅してしまった場合も自国の部隊と違って再配属されることはない。
空軍（航空隊）の場合、損害を補充する手段がない。また、新機種との転換も行えない。空母に搭載された部隊や基地の航空隊の機数が減った場合は、部隊を再編する事しかできない。海上部隊の場合も沈んだらそれっきりである事を覚えておく必要がある（自軍の基地で修理する事はできる）。また、艦隊を再編して自艦隊に組み込むと言う事もできない。

## 移植版
FM TOWNS版
スクリーンがPC-9801の640*400ピクセルから640*480ピクセルに拡大されたことに伴い、一部のフローティングウィンドウが余白部に配置され、操作性が改善された。ただし、色数は従来通り16色であり、CD-DAも使用されてはいない。
Macintosh版
通常版とパワーアップキット版の間をとったような存在で、シナリオの追加はないが、難易度の設定が可能、零戦52型の爆装廃止などの細かい変更もされていた。

## 音楽

### CD
- 提督の決断II KECH-1055
- 光栄オリジナルBGM集Vol.12 三國志IV/提督の決断II KECH-1079（※スーパーファミコン音源をそのまま使用）

## 評価
SFC版はファミコン通信クロスレビューでは23/40。GameProのBro' Buzzは「歴史に憧れ、知性があり、時間に余裕のある大人のゲーマーのための興味深いウォーシミレーションだ。」と呼んだが、グラフィックスがあまりにも限られていることを指摘、繰り返される音楽を批判した。
GameProのArt AngelはSS版のフルモーションビデオ、とアニメを賞賛、「歴史とファンタジーの感覚が伝わる」と述べた。また、複雑なオプションと操作に満足、ワールドアドバンスド大戦略 〜鋼鉄の戦風〜よりもややペースは遅いが本作は依然として価値のある楽しい戦略ゲームだと結論付けた。GameSpotのJeff Kittsも同じく複雑だが使いやすいインターフェースと細部への高い関心を賞賛、「提督の決断IIは最もグラフィカルな戦闘シミュレーションではないかもしれないが、長く、本格的な戦争に興味があるならこのゲームはまさにチケットだ」と述べたが10点満点中5.3点を与えた。セガサターンマガジンソフトレビューでは5、7、5の17点（平均5.66点）。レビュアーは難易度について太平洋戦争に興味があったり戦闘機や戦艦マニア向けでSLG初心者に勧められずコマンドやユニットが多く操作を終えるのも大変で1日終了も結構な時間がかかりパワーが必要で基本的なことを知るために70ページ強あるマニュアルを読む必要があるとした者とシステム面は初心者にも親切で難易度表示やSLG初心者から玄人までバラエティ豊かだとした者で分かれ、かなり簡単な導入シナリオがあればよかった、価格（10880円）が高いとし、架空戦記が好きだったりSSでは珍しい正統派SLGではあるため光栄作品が好きな人向けだとした他、パッドでの操作はこれが限界なのかむしろよくやったといえる、オープニングや戦闘はかなりリアルで怖さを感じて現実味のあるテーマでは神経がいると考えさせられる作品だとした。